# Den norske Studentersangforening
Den norske Studentersangforening (DnS) (stiftet i 1845) er Universitetet i Oslos officielle mandskor.
Den norske Studentersangforening er Norges ældste kor. Dets første offentlige optræden var ved Henrik Wergelands begravelse i 1845. Koret har uropført en række kendte værker, bl.a. Norges nationalsang "Ja, vi elsker dette landet". Det er i Norge især kendt for den årlige 17. maj-koncert på aulatrappen som bliver transmitteret direkte i NRK radio.  
Koret optræder både alene og i samarbejde med andre sangere, kor og orkestre.  Desuden bestiller koret jævnligt nye værker for mandskor.